# Wilhelm Bauer (uitvinder)

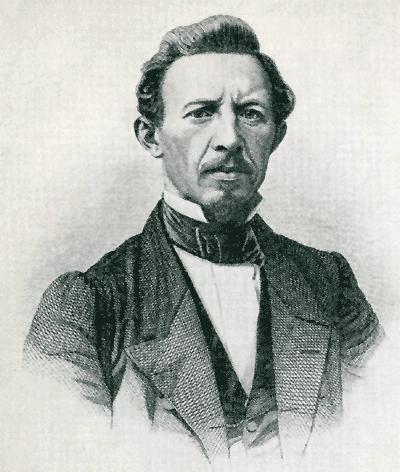
Wilhelm Bauer

Sebastian Wilhelm Valentin Bauer (Dillingen an der Donau, 23 december 1822 - München, 20 juni 1875) was een Duits uitvinder. Hij was een pionier in de bouw van duikboten.

## Biografie
Wilhelm Bauer leerde eerst het ambacht van draaier en nam dan dienst bij een cavalerie-regiment. Daar ontwikkelde hij een hefwerktuig voor het transport van kanonnen, werd overgeplaatst naar de artillerie en nam in 1848 deel aan de Eerste Duits-Deense Oorlog. Daar kwam hij op het idee om een onder water varend schip voor de kustverdediging in te zetten.
Bauer werd tot 'Keizerlijke Onderwateringenieur' benoemd en kreeg de opdracht een gezonken linieschip te bergen. Daarvoor ontwikkelde hij een duikerskamer en hefballons. In 1858 trok hij naar Lindau waar hij zijn toestellen voor scheepsberging en kabelleggen verder ontwikkelde. In 1863 slaagde hij erin het gezonken stoomschip Ludwig te bergen.
Een korte periode in Pruisische dienst was niet succesvol, bij gebrek aan de nodige ondersteuning. Terug in Konstanz werkte hij aan kabelleggers en testte met succes het schieten onder water.
Zijn laatste jaren verbleef Bauer in München waar hij ook begraven is.

## Onderzeeboten

### Brandtaucher

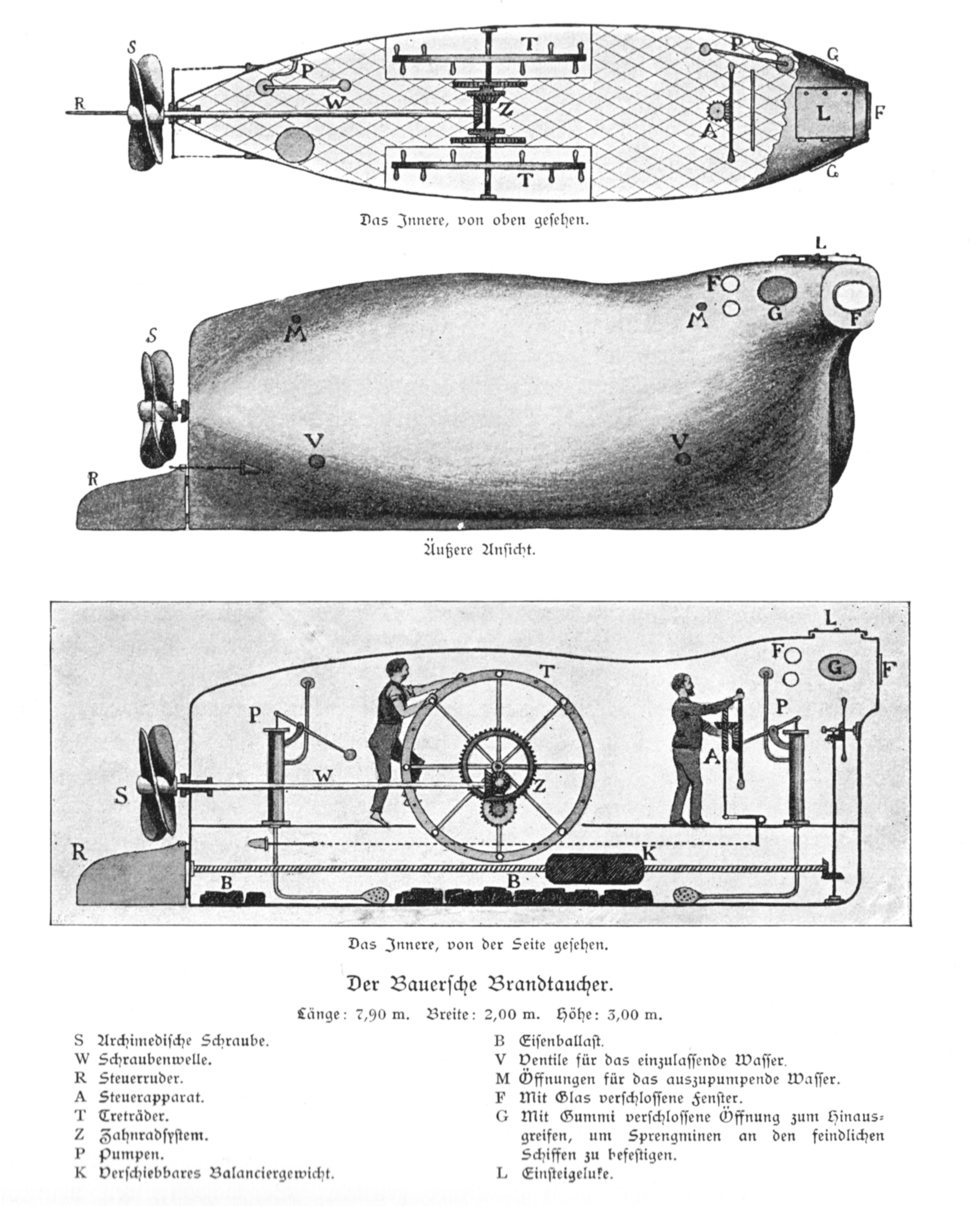
Tekening Brandtaucher

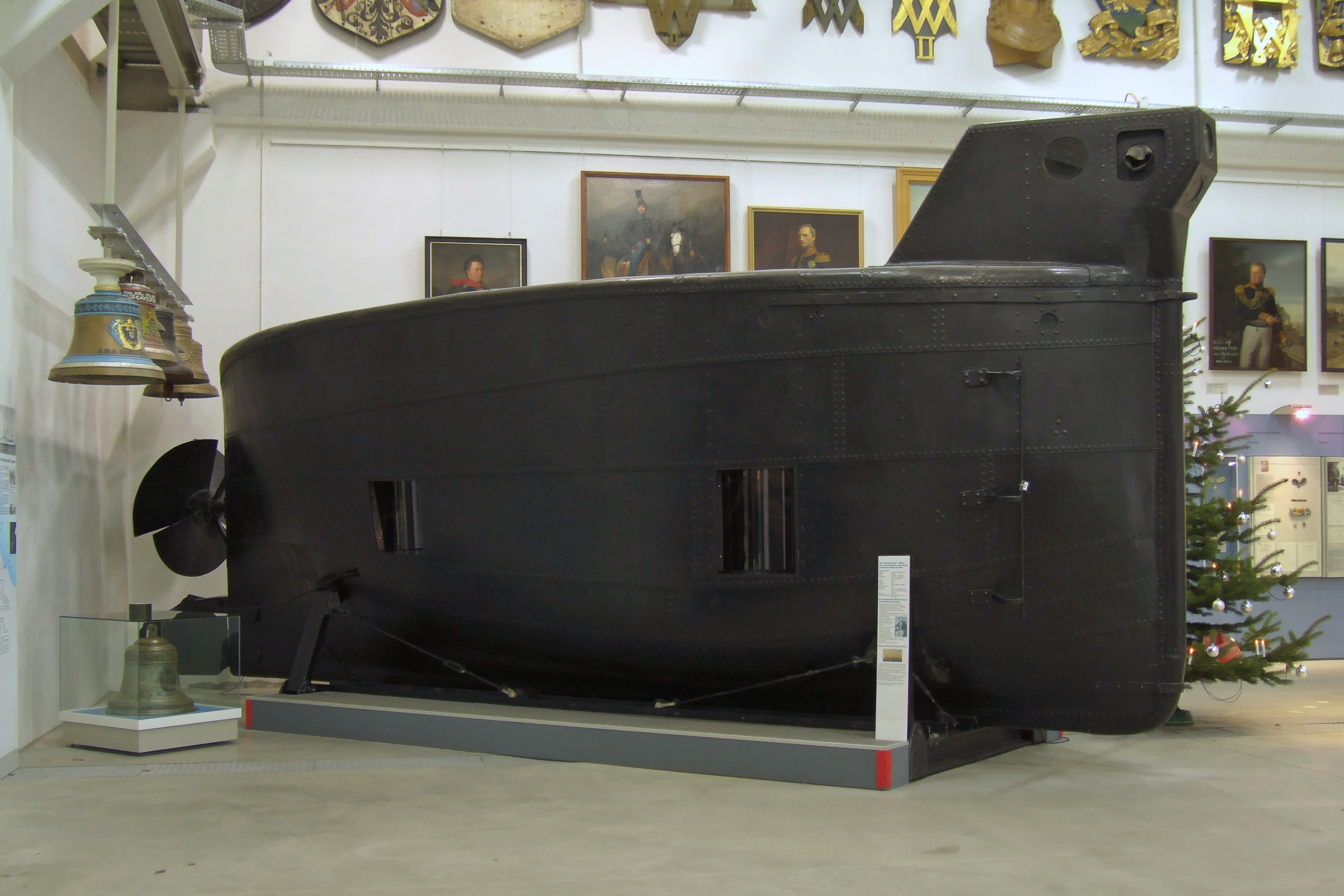
De Brandtaucher in het museum in Dresden

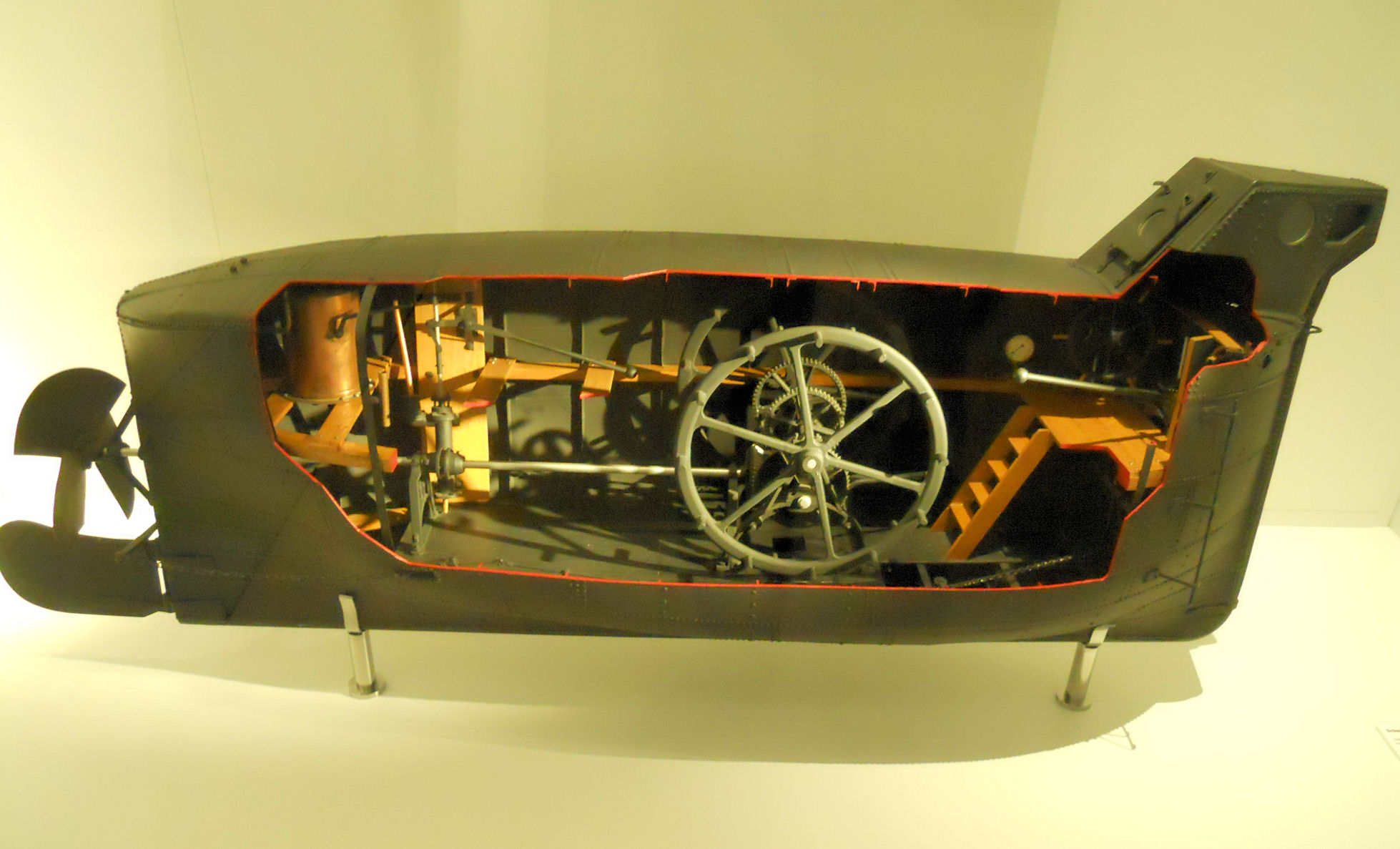
Model van de Brandtaucher

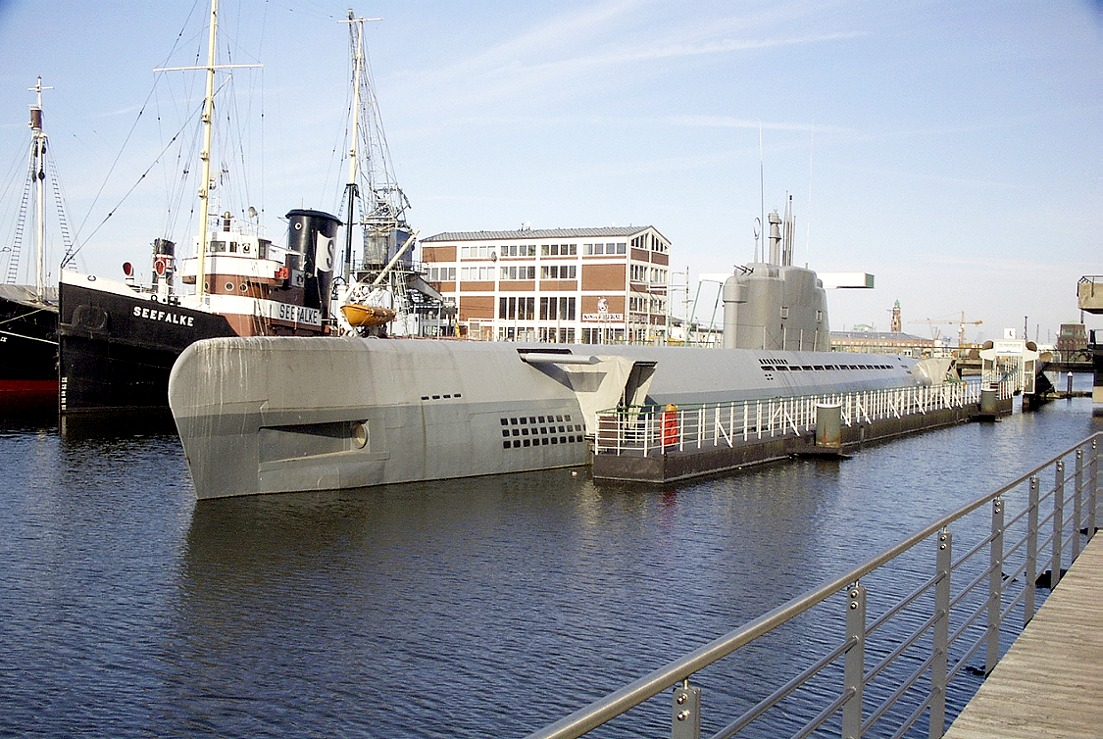
Wilhelm Bauer in Bremerhaven

In 1850 werd de eerste duikboot, die de naam Brandtaucher ('brandduiker') kreeg (maar omwille van zijn vorm de bijnaam IJzeren Zeehond kreeg) gebouwd bij de 'Maschinenfabrik und Eisengießerei Schweffel & Howaldt' in Kiel door August Howaldt gebouwd en te water gelaten. 
Bauer had ondanks de massale bezwaren van de toenmalige experten toch doorgezet, maar de oorspronkelijke plannen werden sterk gewijzigd. Zo werd:
- de wanddikte beperkt tot 6 mm in plaats van 12,5 mm
- de spantenafstand vergroot
- het voorziene trimmen met ballast en trimtanks vervangen door een verplaatsbaar gewicht van 500 kg gietijzer
- het ballastwater in de romp in plaats van in ballasttanks geleid.

Met de Brandtaucher zou men schepen, aanlegsteigers en andere haveninrichtingen onder de waterlijn aanvallen en in brand steken. Daarbij zou men met kaphandschoenen en grijparmen een 50 kg zware bom aan het doel bevestigen.
Na enkele proefvaarten zonk de boot op 1 februari 1851, vermoedelijk door te veel ballastwater op te nemen. De boot werd achterlastig en kon met het ballastgewicht en de pompen niet meer gestabiliseerd worden. Hij zonk dan ook op de bodem van de Kieler Fjord. De bemanning kon zich op eigen kracht redden, nadat zij meer dan 6 uur op het verdwijnen van de drukverschillen moest wachten. De boot zat vast in het slib en werd bij de bouw van de torpedohaven in 1887 teruggevonden.
De later geborgen Brandtaucher bevindt zich in het Historisch Legermuseum in Dresden.

### Seeteufel
In 1856 werd de duikboot Seeteufel ('Zeeduivel') in Sint-Petersburg in gebruik genomen. Deze 525 voet lange boot had een bemanning van 12 matrozen die ook geschoold waren in het gebruik van duikapparatuur omdat de boot ook over een duikerskamer beschikte, waardoor het verlaten van de boot onder water mogelijk was. Na 133 succesvolle vaarten zonk de Seeteufel door een bedieningsfout. De bemanning kon zich redden en de boot werd geborgen.

## Naar hem vernoemd
In 1960 kwam de Wilhelm Bauer in de vaart. Dit was een oude Type XXI U-boot die aan het einde van de Tweede Wereldoorlog door de eigen bemanning tot zinken werd gebracht. Het schip werd in 1957 geborgen en hersteld. Het kwam in 1960 bij de Duitse marine in de vaart als testvaartuig en herdoopt tot Wilhelm Bauer. Na een ongeval in 1980 werd het buiten gebruik gesteld. Het werd in 1982 opgekocht en doet nu dienst als museumschip in Bremerhaven.  